# 余切丛
微分几何中，流形的余切丛是流形每点的余切空间组成的向量丛。余切空间有一个标准的辛形式，从中可以一个余切丛的非退化的体积形式。因此，本身作为一个流形的余切丛总是可定向的。可以在余切丛上定义一组特殊的坐标系；这些被称为正则坐标。因为余切丛可以视为辛流形，任何余切丛上的实函数总是可以解释为一个哈密顿函数；这样余切丛可以理解为哈密顿力学讨论的相空间。

## 1-形式
余切丛的光滑截面是微分1-形式。

### 余切丛的定义
设M×M是M与自己的笛卡尔积。对角映射Δ将M中的点p映到M×M中的点 (p,p)。像  Δ称为对角线。设{\displaystyle {\mathcal {I}}}是M上光滑函数芽的层。那么商层{\displaystyle {\mathcal {I}}/{\mathcal {I}}^{2}}由高阶项为0的等价类组成。余切丛是这个层拉回到M：
{\displaystyle \Gamma T^{*}M=\Delta ^{*}({\mathcal {I}}/{\mathcal {I}}^{2}).}
由泰勒定理，这是M一个上关于光滑函数芽层上的模的局部自由层。从而在M上定义了一个向量丛：余切丛。

## 作为相空间的余切丛
备注：本文需要澄清局部哈密顿系统和全局哈密顿系统的区别，特别是需要提供一些例子说明有时余切丛不能作为一个动力系统的相空间(至少不能全局的)。

### 辛形式
余切丛上有一个标准的辛形式，它是一个重言1-形式的外微分。该1-形式赋予余切丛的切丛中的一个向量该余切丛中的元素(一个线性泛函)到应用该向量在切丛上的投影(从余切丛到原来的流形的投影的微分)上得到的值。要证明该形式确实是辛形式，可以利用辛形式是一种局部性质：因为余切丛局部平凡，该定义只需在{\displaystyle \mathbb {R} ^{n}\times \mathbb {R} ^{n}}上验证。而在这种情况下，该1-形式定义为{\displaystyle y_{i}dx_{i}}之和，而其微分就是标准的辛形式，{\displaystyle dy_{i}{\land }dx_{i}}之和。

### 相空间
若流形{\displaystyle M}代表一个动力系统可能的位置的集合，则其余切丛{\displaystyle \!\,T^{*}\!M}可以视为所有可能的位置和动量的组合的结合。例如，这是表述单摆的相空间的一个方法。单摆的状态由其位置(一个角度)及其动量(或者等效的有，其速度，因为其质量不变)来表示。这个状态空间看起来象一个圆柱面。该圆柱面是该圆圈的余切丛。上面构造的辛结构，和适当的能量函数一起就给出了一个确定的物理系统。更多细节参看哈密顿力学，参看测地流条目中的一个哈密顿运动方程的显式构造。

## 参看
- 切丛